# Filmåret 1904

## Händelser

### Januari
- 30 januari – Den första fasta biografen i Stockholm, Sverige öppnas i Blancheteatern vid Hamngatan. Göteborg har redan 11 biografer.[1]

## Årets filmer
- En rundresa i världsrymden

## Födda
- 18 januari – Cary Grant, brittisk-amerikansk skådespelare.
- 22 januari – Lillemor Biörnstad, svensk skådespelare.
- 6 februari – Sam Leavitt, amerikansk filmfotograf.
- 15 februari – Sten Looström, svensk skådespelare.
- 11 mars – Linnéa Edgren, svensk skådespelare.
- 23 mars – Joan Crawford, amerikansk skådespelare.
- 24 mars – Anna Lindahl, svensk skådespelare.
- 1 april – Holger Löwenadler, svensk skådespelare.
- 2 april – Karl-Ragnar Gierow, svensk regissör, manusförfattare, skådespelare och sångtextförfattare.
- 14 april – Sir John Gielgud, brittisk skådespelare.
- 19 april – Hildur Lindberg, svensk skådespelare.
- 27 april – Emy Owandner, svensk skådespelare och operettsångerska.
- 1 maj – Arthur Spjuth, svensk regissör och manusförfattare.
- 17 maj – Jean Gabin, fransk skådespelare.
- 2 juni – Johnny Weissmuller, amerikansk simmare och skådespelare – Tarzan.
- 14 juni – Gösta Grip, svensk skådespelare.
- 15 juni – Gösta Terserus, svensk teaterskolledare och skådespelare.
- 19 juni – Lars Madsén, svensk författare, regissör och reporter i radio och TV.
- 25 juni – Otto Åhlström, svensk skådespelare och köpman.
- 26 juni – Peter Lorre, ungersk-amerikansk skådespelare.
- 30 juni – Bibi Lindström, svensk filmarkitekt, scenograf, regissör och manusförfattare.
- 10 juli – Gunnar Olsson, svensk regissör och skådespelare och manusförfattare.
- 19 juli – Vera Schmiterlöw, svensk skådespelare.
- 24 juli – Harry Hasso, svensk regissör, fotograf och skådespelare.
- 21 september – Birgit Chenon, svensk skådespelare.
- 6 oktober – Folmar Blangsted, dansk-amerikansk filmregissör, klippare och manusförfattare.
- 16 oktober – Björn Berglund, svensk skådespelare och vissångare.
- 20 oktober – Anna Neagle, brittisk skådespelare.
- 22 oktober – Constance Bennett, amerikansk skådespelare.
- 24 oktober – Moss Hart, amerikansk dramatiker, manusförfattare och regissör.
- 27 oktober – Nisse Lind, svensk kapellmästare, kompositör, skådespelare och musiker (dragspel, piano).
- 14 november – Dick Powell, amerikansk skådespelare och sångare.
- 20 november – Henri-Georges Clouzot, fransk regissör, manusförfattare och producent.

### Fotnoter
1. ↑  20:e århundrades När Var Hur – 1904, Bernt Himmelstedt, Forum, 1999